# Grotta dell'Arago
La Grotta dell'Arago è un sito archeologico che si trova a circa 3 chilometri di distanza da Tautavel in Francia, dove sono stati ritrovati diversi fossili dell'Uomo di Tautavel.

## Descrizione

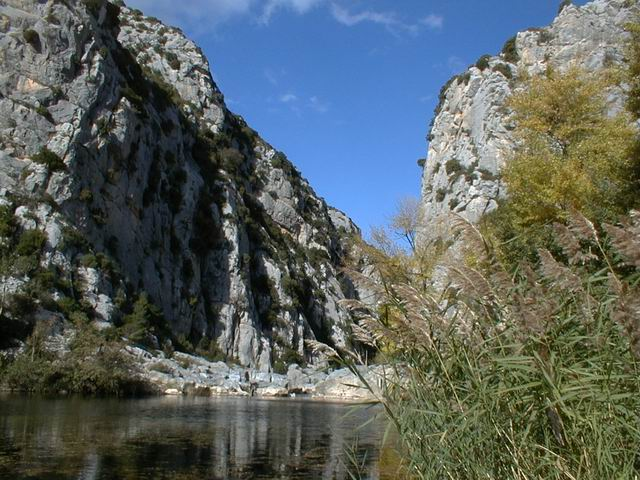
Il Verdouble alla base della grotta, a cui si accede attraverso un sentiero scavato nella roccia, visibile sulla destra della parete rocciosa

La grotta si trova in una vasta cavità a strapiombo su un corso d'acqua perenne, il Verdouble. Il sito era già conosciuto fin dalla metà del secolo XIX per i suoi resti di fauna fossile; nel 1948 Jean Abélanet ha cominciato a trovare reperti di utensili in pietra. Dal 1964 è oggetto di scavi sistematici, diretti per lungo tempo dai due paleoantropologi Marie-Antoinette e Henry de Lumley. Quest'ultimo in particolare è il presidente del "Centro europeo di ricerche preistoriche" di Tautavel.
La coltre di sedimenti, che ha uno spessore di circa quindici metri, copre quasi interamente il Pleistocene medio ed è stata oggetto di numerose datazioni radiometriche. Limiti di età compresi tra un milione e 700 000 anni, sono stati ottenuti con il metodo di datazione uranio-torio sulle concrezioni stalagmitiche situate rispettivamente alla base (piano 0) e alla sommità (piano α) della sequenza stratigrafica.
I livelli archeologici più importanti si trovano nel gruppo III (livello di suoli da D a G) e hanno un'età compresa tra 400 000 e 450 000 anni. Sono stati trovati numerosi utensili litici e circa 150 resti fossili umani.
I materiali utilizzati sono all'80% di provenienza locale e risultano prelevati dai depositi alluvionali del Verdouble; la parte rimanente proviene da zone che distano anche una trentina di chilometri e situate sia nord-est sia a nord-ovest del sito, indicando quindi una buona conoscenza delle risorse regionali e un grado di anticipazione dei bisogni e della programmazione dell'approvvigionamento.